# Чэнь Жолинь
Чэнь Жоли́нь (кит. упр. 陈若琳, пиньинь Chén Ruòlín, род. 12 декабря 1992 года) — китайская прыгунья в воду, 5-кратная олимпийская чемпионка и 6-кратная чемпионка мира. Выступает в прыжках с 10-метровой вышки.
Чэнь Жолинь родилась в 1992 году в Наньтуне провинции Цзянсу. В 1998 году вошла в состав сборной провинции, в 2006 году — в национальную сборную Китая.
На двух подряд Олимпиадах (2008 и 2012) Чэнь Жолинь побеждала как в индивидуальных прыжках с вышки, так и в синхронных. В 2008 году Чэнь прыгала вместе с Ван Синь, а в 2012 году — с Ван Хао.
На летних Олимпийских играх 2016 года она завоевала свою пятую олимпийскую золотую медаль в синхронном прыжке на 10 метров и стала лишь третьей китайской спортсменкой, завоевавшей 5 олимпийских золотых медалей.
Объявила о завершении карьеры в октябре 2016 года.

## Награды
- Лучшая прыгунья в воду в мире: 2010